# Robert Sexé
Robert Sexé, né le 17 novembre 1890 à La Roche-sur-Yon et mort le 30 juillet 1986 à Poitiers, est un reporter, motocycliste, photographe et globe-trotter français.
Il a marqué l'histoire de la moto en réalisant avec Henri Andrieux, le 14 juin 1926 au départ de Paris, le premier tour du monde à moto avec le concours de la firme belge Gillet-Herstal. En moins de six mois, ils parcourent 35 000 km, dont 22 000 km à moto, dans des conditions souvent difficiles, traversant la Belgique, l'Allemagne, la Pologne, l'URSS, le Japon, y croisant M. Suzuki, des motos du même nom (mais n'existant pas encore), en passant par les États-Unis, il y fera la rencontre de Erwin Baker dit "Cannon Ball", le célèbre motocycliste-recordman, il roulera sur les prémices de la Route 66, alors en plein chantier, puis par New York et ses buildings en construction. Les deux motocyclistes sont de retour à la Fédération de Motocyclisme Belge, à Bruxelles (Belgique) le 3 décembre 1926. C'est un succès : l'exploit est relayé par les rédactions du monde entier.

## Différents voyages
Avant le tour du monde de 1926, Robert Sexé n'en était pas à son coup d'essai. Ainsi, il s'était déjà entraîné sur d'autre parcours avec deux coéquipiers : Krebs et Dumoulin. Après 1926, il continua de parcourir l'Europe à moto, rapportant de chaque voyage une collection de photographies.
- 1924 : Succès du raid Paris-Constantinople-Paris avec Krebs et Dumoulin.
- 1925 : Avec la même équipe, il réalise un raid Paris-Moscou et participe au redoutable Circuit des Soviets, sur moto Gillet-Herstal.
- 1926 : Tour du monde à moto avec Henri Andrieux comme coéquipier. Pendant les cinq mois et demi que dura ce périple, les deux hommes n'envoyèrent par télégrammes que peu d'informations (arrivées aux étapes, état physique…), ce qui peut laisser croire que ce voyage fut une promenade de santé. En réalité, il fut le contraire : les deux hommes durent affronter le froid, la faim, la fatigue, pousser des machines de plus de 220 kg, le tout sur des pistes boueuses alors peu ou jamais explorées (fin fond de l'URSS). Ils furent les derniers à voir des peuples et des pays aujourd'hui disparus.
- 1929 : Seul, toujours avec sa Gillet, Robert effectue un tour d'Europe mais en zigzag. Il va jusqu'en Russie, où il rencontre l'ingénieur Mikouline, concepteur de moteurs pour les avions de chasse « MiG ».
- 1932 : Second Tour d'Europe, retour en Russie, avec passage par la Tunisie et le Maroc.

La crise des années 1930 passant par là, la firme Gillet-Herstal doit se passer des services de Robert Sexé, mais ce dernier ne reste pas longtemps sans écurie. Accueilli par Peugeot, il participe, en qualité de coéquipier, au Rallye automobile Monte-Carlo, avec le pilote Robert Sénéchal qui pilote une auto Delage.
- 1934 : Croisière solitaire dans les pays de la Baltique, Robert part de Reims, passe par Hambourg, l'Allemagne, le Danemark, puis la Suède.
- 1937 : Troisième Tour d'Europe. Robert part sur la route des Balkans (Bulgarie, Syrie, Grèce, Albanie).
- 1938 : Raid « De la Seine à l'Euphrate », passage par la Lituanie, la Roumanie, la Norvège, l'Italie, le Sénégal.
- 1939 : Quatrième Tour d'Europe; pour ce dernier tour d'Europe, Robert traverse la France, le Liban, la Turquie, la Roumanie. Les évènements de 1939 font qu'il devra s'arrêter au Liban, aux services armés. Il y pilotera une Peugeot de l'armée française, ainsi que de grosses cylindrées américaines comme Indian.

## Publications et Participations
Moto Revue publie, dans un numéro spécial offert par Peugeot, le récit de l'un de ses Tours d'Europe, avec photos prises par lui-même.
Il participe pour Peugeot aux essais de véhicules spécialement adaptés aux contraintes de l'armée et des différents terrains rencontrés (élargissement des voies, moteurs plus puissants, adaptation de pièces spécifiques, renforcement des châssis, optimisations diverses, etc.).
En relation avec le général Hubert Camon, défenseur de la motorisation des armées à une époque où la cavalerie est encore très répandue, Robert Sexé publie moult articles sur les épreuves militaires, ainsi que des articles techniques sur le sujet.

## Pendant la seconde guerre mondiale
Robert Sexé a collaboré à l'hebdomadaire La Gerbe d'Alphonse de Châteaubriant, organe collaborationniste, ouvertement pro-nazi, en appelant de ses vœux l'intégration de la France dans une Europe nationale-socialiste. Il y relate ses diverses expéditions motorisées mais y fait aussi la démonstration de ses idées collaborationnistes.

## Après la guerre
Le paysage de la moto a bien changé, nombre de constructeurs ayant disparu, et une redoutable concurrente étant apparue : la jeep, qui précipite son abandon. Loin de lui, pourtant, l'idée d'arrêter la moto ; il continue de participer aux diverses rencontres de motos anciennes, se rend même en 1972, à 82 ans, à l'impitoyable Rallye des Éléphants en Allemagne, où tous les motards dignes de ce nom connaissent Robert Sexé et ses exploits d'antan. Jusqu'à la fin, Robert parcourra les routes du Poitou à moto.

## Dernières années
Au début des années 1970, avec son grand ami Janpol Schulz, il commence un long et minutieux travail de classement de ses archives, bien que ralenti par son grand âge. En 1986 germe l'idée de fêter son 100e anniversaire, d'abord par la création d'un musée entièrement consacrée à Robert Sexé, puis par un ouvrage. Malheureusement, Robert s'éteint en 1986, quelques années après sa compagne, Rosy. Avant sa mort, Robert lègue naturellement ses archives à Janpol Schulz afin d'assurer leurs pérennité.
Le 17 novembre 1990, le musée de l'Aventure et du Souvenir, au vieux château d'Airvault (initiative d'Arlette et Janpol Schulz), célèbre le centenaire de la naissance du motocycliste, en présence d'amis de Robert. Depuis lors, Schulz a consacré plusieurs expositions, ouvrages et articles de presse à Robert Sexé et à ses voyages.

## Un lien avecTintin?
À la fin du livre Robert Sexé au Pays des Soviets, l'auteur explique qu'en découvrant la couverture de Tintin au pays des soviets, il voit une photographie de Robert Sexé prise sur la Place Rouge de Moscou en 1925. En argumentant, l'auteur indique que les récits et photos de Robert étaient largement diffusés dans la presse belge : aussi Hergé, travaillant au Vingtième Siècle, devait forcément en avoir connaissance. S'il n'y a pas la preuve que Hergé et Robert Sexé se sont physiquement rencontrés, Schulz a pu constater de nombreuses similitudes entre certaines cases d'albums de Tintin et des photos de Robert Sexé. Robert fut plusieurs fois accompagné par un mécanicien du nom de René Milhoux, coureur de Grand Prix, que Léon Gillet de la firme Gillet-Herstal mit en contact avec le globe-trotter. Ces derniers devinrent inséparables, échangeant des connaissances sur la mécanique contre des récits de voyage.
Ce rapprochement a fait l'objet d'articles dans la presse régionale et nationale (VSD, Géo),,.

## Anecdotes
Lors de ses périples, Robert et ses différents compagnons de voyage croisèrent différentes peuplades reculées d'Europe et d'Afrique. Robert raconte alors : « Il y a des villages où l'on n'avait jamais vu de moto ; j'ai l'impression d'être un conquistador partant à la découverte d'un monde nouveau. »
Pour entrer en contact avec les différentes populations rencontrées, Robert faisait semblant de tomber en panne. Les autochtones s'approchant de la machine, il saisissait l'occasion pour faire ses clichés, bavarder, et éventuellement demander du feu.

## Citations
- « Millionnaires ici c'est bien peu, il y a l'avenue des Milliardaires. » À propos des États-Unis, à Pasadena.
- « Quant au « désert œuvre de la nature », m'est avis que l'homme, de son côté, a tiré tout le parti possible de conditions naturelles favorables à la création, à l'extension de déserts. » À propos de la colonisation de la nature par l'homme.
- « L'humanité a inventé le feu ! N'est-ce pas ! Alors un jour, ma foi, la forêt brûle. »
- « Ne crains rien, petite, il a la main légère. Ça va être une vraie lune de miel, j'en suis sûr, « en rodage vers le 70° latitude nord ». Tu vas voir les fjords de Norvège ! Athènes ! Et Lisbonne… » Parlant à sa moto, dans son journal de bord.
- « Notre principe était : vivre sur le pays traversé. » Parlant de son tour du monde.
- À la question « La motocyclette n'est-elle pas un sport, ou un moyen de transport dangereux ? », Robert répond ceci : « Non, je ne crois pas, elle est dangereuse pour les fous, oui […], ce qui nous arrive, c'est que c'est dangereux pour nous, pas pour les autres. »
- « Pour ma part, après avoir couché sur la charrette du nomade mongol, dans l'isba du paysan russe, sur un tas de fourrures, mangé le pain, et couché sous le toit de tant de peuples divers, après avoir eu besoin un peu partout de l'aide humaine, je me sens une dette de reconnaissance envers les pays traversés, que je ne pourrai jamais payer. »